# Gary, Indiana
Gary je industrijski grad u Indiani, SAD, poznat po proizvodnji čelika, tj. tvrtci „U.S. Steel“. Nalazi se na obali jezera Michigan, u širem području Chicaga, od kojeg je udaljen 45 kilometara.
Gary je grad s najvećim postotkom Afroamerikanaca u SAD-u (84%), među gradovima većim od 100 tisuća stanovnika. Ovo je rodni grad Michaela Jacksona. Tu je odrastao i poznati američki glumac Karl Malden.
Grad je 1906. osnovala kompanija „U.S. Steel“, podizanjem čeličane i domova za radnike. Ime je dobio po tadašnjem predsjedniku tvrtke, Elbertu Garyu. Sudbina Garya je ovisila o proizvodnji čelika, tako da je 1960-tih došlo do otpuštanja radnika zbog povećanja konkurencije u industriji čelika. To je doprinijelo ekonomskom propadanju grada i porastu postotka kriminala, koji je danas veoma izražen.
U Garyju je svoje povjereništvo imao hrvatski iseljenički list Radnička obrana.